# Dálnice v Srbsku

Mapa sítě.

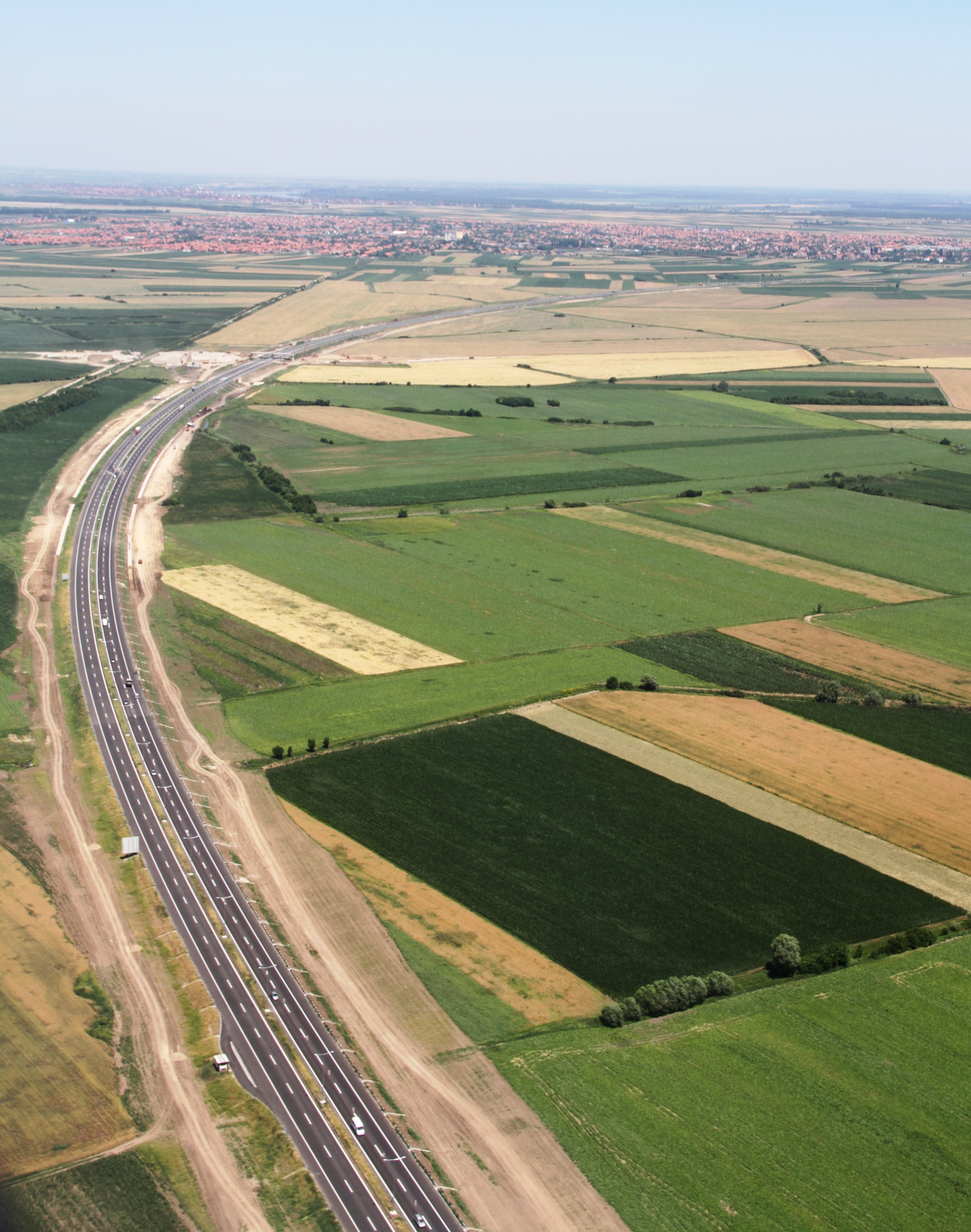
Dálnice A1 obcházející Bělehrad ze západní strany.

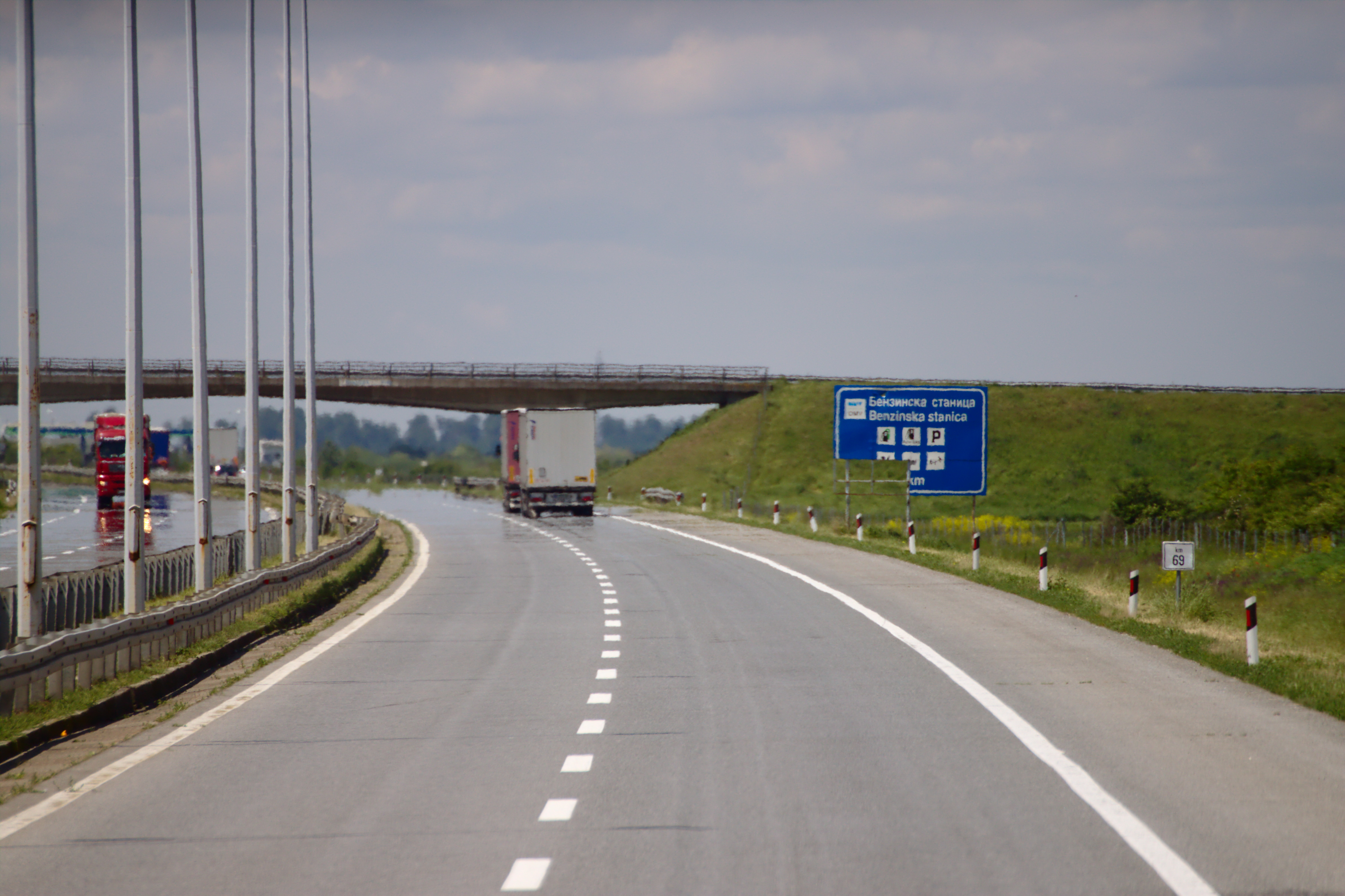
Dálnice Bělehrad – Šid u Sremské Mitrovice.

Dálnice (srbsky aутопут/autoput) představují v Srbsku páteřní typ pozemní komunikace. Slouží pro vnitrostátní i mezinárodní dálkovou dopravu. Vyznačují se vyššími technickými a bezpečnostními standardy umožňujícími vyšší rychlost i plynulejší jízdu, než je tomu v případě silnic I. třídy nebo tzv. magistrálních cest (srbsky магистрални путеви/magistralni putevi).
Všechny dálnice v Srbsku tvoří jednotnou síť. Ta ve druhém desetiletí 21. století přesahovala celkovou délku 660 km. Dalších okolo 250 kilometrů převážně v centrální části země bylo ve výstavbě. Celkem má mít plánovaná srbská dálniční síť délku asi 1100 km.

## Dálniční síť
Pro snazší orientaci jsou jednotlivé dálnice v rámci sítě označeny, v Srbsku písmenem A (od slova aутопут / autoput; srbsky dálnice) a číslem, např. A 1, A 2 atd.
| Číslo | Trasa                                                                                    | Celková délka |
| ----- | ---------------------------------------------------------------------------------------- | ------------- |
|       | (HU) – Horgoš – Subotica – Novi Sad – Inđija – Bělehrad (obchvat) – Niš – Preševo – (MK) | 590,0 km      |
|       | Bělehrad – Čačak – Požega                                                                | 151,7 km      |
|       | (HR) – Batrovci – Sremska Mitrovica – Bělehrad (průtah)                                  | 125,0 km      |
|       | Niš – Pirot – Gradina – (BG)                                                             | 105,8 km      |
|       | Preljina – Čačak – Kruševac – Pojate                                                     | 109,6 km      |

Současné označení dálnic bylo zavedeno v roce 2013 reformou číslování srbské dálniční a silniční sítě. Předtím byly srbské dálnice označovány číslem evropské silnice, která po nich byla vedena, nebo jejími koncovými místy, např. E 75, resp. Autoput Horgoš – Beograd.
| Číslo              | Název                       | Trasa                                                   | Celková délka |
| ------------------ | --------------------------- | ------------------------------------------------------- | ------------- |
| (příp. též M 1)    | Dálnice Batrovci – Bělehrad | (HR) – Batrovci – Sremska Mitrovica – Bělehrad (průtah) | 125,0 km      |
| (příp. též M 22)   | Dálnice Horgoš – Bělehrad   | (HU) – Horgoš – Novi Sad – Bělehrad (obchvat)           | 219,0 km      |
| (příp. též M 1)    | Dálnice Bělehrad – Preševo  | Bělehrad – Niš – Preševo – (MK)                         | 371,0 km      |
| (příp. též M 1.12) | Dálnice Niš – Dimitrovgrad  | Niš – Pirot – Gradina – (BG)                            | 105,8 km      |

### Dálnice A 1
| Číslo | Souběžné evropské silnice | Trasa | Celková délka | V provozu | Ve stavbě |
| ----- | ------------------------- | --- | ------------- | --------- | --------- |
|       |                           | (HU) – Horgoš – Subotica – Novi Sad – Dobanovci – Surčin – Bubanj Potok – Jagodina – Pojate – Niš-Trupale – Niš – Leskovac – Vranje – Preševo – (MK) | 590,0 km      | 590,0 km  |           |

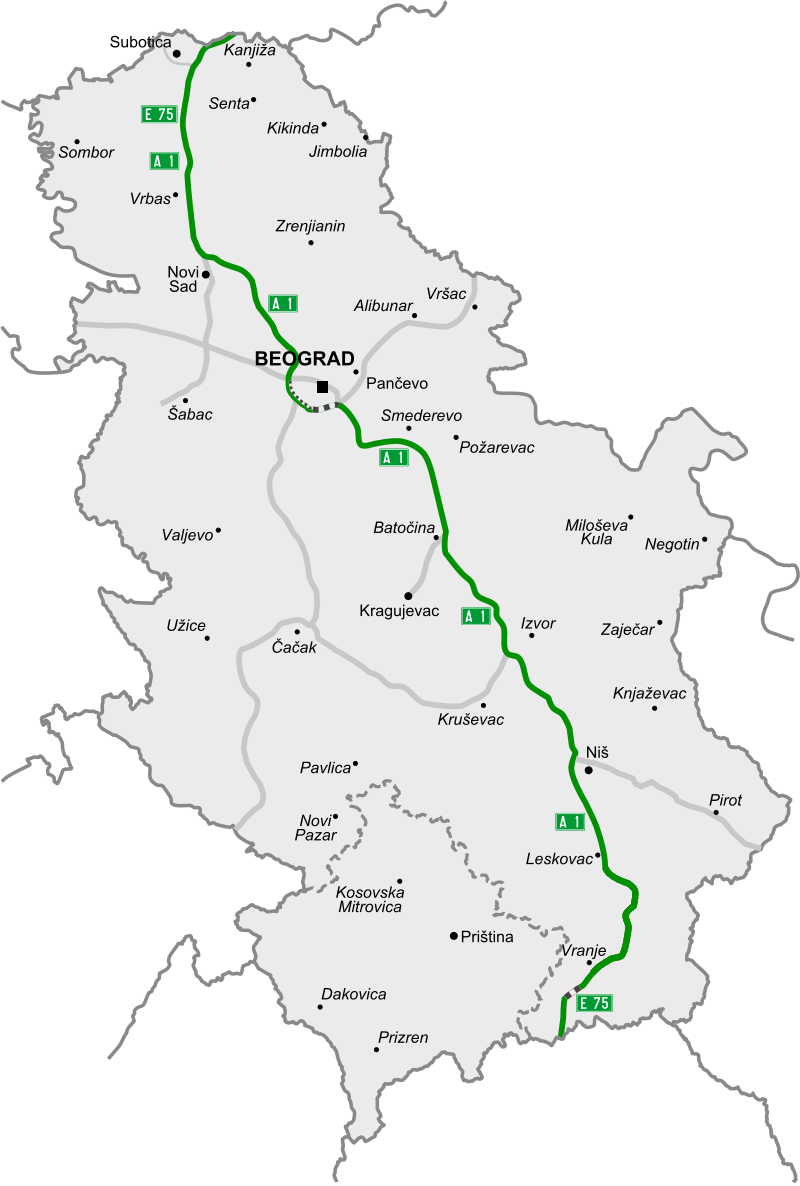
Průběh dálnice A 1

Dálnice A 1 představuje hlavní dálnici v zemi. Jakožto hlavní spojnice ze severu na jih představuje hlavní spojení mezi západní a střední Evropou na jedné straně a jihovýchodní Evropou a Blízkým východem na straně druhé. Dálnice je součástí Panevropského dopravního koridoru X. Známa je rovněž jako evropská silnice E 75.
Trasu dálnice lze rozdělit na tři úseky, a to:
- úsek od maďarských hranic po Bělehrad (někdejší dálnice Horgoš – Bělehrad),
- úsek představující dálniční obchvat Bělehradu (srbsky: Obilaznica oko Beograda) a
- úsek od Bělehradu po severomakedonskou hranici (někdejší dálnice Bělehrad – Preševo).

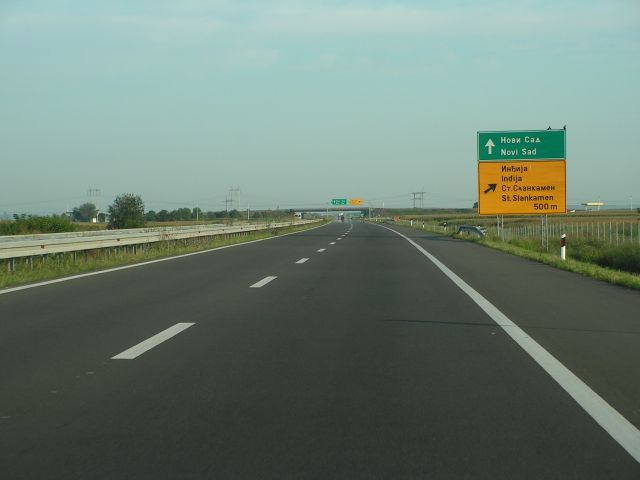
Dálnice A 1 u sjezdu Inđija

Dálnice začíná na hraničním přechodu s Maďarskem u obce Horgoš, kde navazuje na maďarskou dálnici M5. Vede západní Vojvodinou na jih k Bělehradu okolo měst Subotica a Novi Sad. Tento úsek dálnice byl vybudován ve dvou etapách. V 80. letech 20. století byl vybudován v polovičním profilu v úseku Bělehrad – Bačka Topola. Dostavěna byla mezi lety 2001 až 2011, a to v letech 2001 až 2003 v úseku Bělehrad – Novi Sad a v letech 2009 až 2011 v úseku Novi Sad – Horgoš. Významným inženýrským počinem na této dálnici je vysoký a dlouhý most přes Dunaj u obce Beška.
Bělehrad dálnice obchází, a to tak že tvoří jeho jižní obchvat. Tvoří tedy dálniční alternativu k dálnici A 3, která prochází jižně od středu Bělehradu. Tyto dvě dálnice se spolu kříží u obce Dobanovci a na mimoúrovňové křižovatce Bubanj Potok. U obce Surčin se bude dálnice A 1 výhledově křížit s dálnicí A 2 vedoucí jihozápadním směrem k hranicím s Černou Horou. Od mimoúrovňové křižovatky Bubanj Potok dálnice pokračuje jihovýchodním směrem. Tento úsek tvořící obchvat Bělehradu patří mezi technologicky náročnější. Nachází se na něm pět viaduktů a čtyři tunely a budován je od roku 2005, přičemž v roce 2015 byl v polovičním profilu hotov. Na mimoúrovňové křižovatce Bubanj Potok se k srbské dálniční síti v budoucnu napojí i dálnice vedoucí do měst Pančevo a Vršac a dále do Rumunska.
Od mimoúrovňové křižovatky Bubanj Potok pokračuje dálnice jihovýchodním směrem k obcím Vrbovac a Mihajlovac. Odtud pak vede dále k jihu kolem obce Batočina, kde se na dálnici napojuje rychlostní silnice směrem do Kragujevace, města Jagodina a obce Pojate, kde bude výhledově mimoúrovňová křižovatka s dálnicí A 5, až k městu Niš. Severně od města Niš se na mimoúrovňové křižovatce Niš-Trupale od dálnice A 1 odděluje dálnice A 4 směrem na východ, která zajišťuje spojení Srbska s Bulharskem.
Město Niš dálnice obchází západním směrem a pokračuje až k Leskovaci, který obchází po východě. Jižně od města Leskovac, přesněji u obce Grdelica, byla dálnice v roce 2015 provizorně ukončena. Úsek mezi obcemi Grdelica a Levosoje není dosud vybudován. Tento úsek je veden Grdelickou soutěskou a při stavbě dálnice ještě v době jugoslávské federace byla kvůli náročnému terénu místo plnohodnotné dálnice postavena pouze moderní dvouproudá silnice. Od obce Levosoje dálnice opět pokračuje v plném profilu až k hranicím se Severní Makedonií, kde na hraničním přechodu u města Preševa končí. V Severní Makedonii na ni navazuje dálnice A 1.
Úsek mezi Bělehradem a hraničním přechodem Preševo patří mezi nejstarší dálnice v Srbsku. Byl budován již v dobách jugoslávské federace jako součást Dálnice bratrství a jednoty (srbsky: Autoput Bratstvo i Jedinstvo). Právě v dobách její výstavby bylo rozhodnuto vybudovat kvůli náročnému terénu mezi obcí Grdelica a městem Titov Veles (dnes Veles) v Makedonii místo plnohodnotné dálnice pouze moderní silnici. Tato silnice se však ukázala být brzy vzhledem k hustotě dopravy nevyhovující. Proto probíhá[kdy?] výstavba plnohodnotné dálnice, která starší a již nevyhovující silnici nahradí.[kdy?] Nejdříve byl na srbské straně zprovozněn[kdy?] úsek od makedonské hranice po obec Levosoje. K němu v listopadu 2013 přibyl úsek o délce necelých 8 km mezi obcemi Donji Neradovac a Srpska Kuća.

### Dálnice A 2
| Číslo | Souběžné evropské silnice | Trasa                                          | Celková délka | V provozu | Ve stavbě |
| ----- | ------------------------- | ---------------------------------------------- | ------------- | --------- | --------- |
|       |                           | Surčin – Obrenovac – Preljina – Čačak – Požega | 151,7 km      | 120 km    | 31,7 km   |

Průběh dálnice A 2

Dálnice A 2 představuje pro Srbsko hlavní spojnici s Jaderským mořem. Kromě toho představuje druhý, západní dálniční tah ve směru sever – jih, a spolu s dálnicí A 5 tak tvoří alternativu k dálnici A 1 v jejím centrálním úseku. Po dálnici také bude vedena evropská silnice E 763. Dálnice nahradí frekventovanou Ibarskou magistrálu, která slouží především jako hlavní tepna západu země, a také jako spojnice Bělehradu s Černou Horou.
Dálnice bude začínat u obce Surčin na okraji Bělehradu na mimoúrovňové křižovatce s dálnicí A 1. Odtud povede jihozápadním směrem okolo města Obrenovac, obce Ub, města Lajkovac až k obci Preljina, kde se na ni bude napojovat dálnice A 5. Od Preljiny bude dálnice pokračovat západním směrem okolo města Čačak, jemuž vytvoří severní dálniční obchvat, až k městu Požega, kde má být dálnice podle současných plánů ukončena. Výhledově by však dálnice měla pokračovat dále jihozápadním směrem až k hranici s Černou Horou.
V polovině roku 2014 byla většina dálnice, konkrétně v úseku Ub – Preljina, ve výstavbě. Jednotlivé části jsou v různé fázi dokončenosti, přičemž jejich otevření se předpokládalo v letech 2014 a 2015. Ještě v létě 2014 by měla začít stavba dalšího úseku dálnice, a to Preljina – Požega. Úsek Ub-Lajkovac byl dokončen roku 2014 a úsek Ljig-Preljina dne 7. listopadu 2016 za přítomnosti premiéra Vučiće. Dálnice má mít inženýrsky nejnáročnější úsek ve své jižní části, k hranici s Černou Horou u vesnice Boljare.
Dne 18. srpna 2019 byl otevřen úsek v délce 62,7 km z města Obrenovac až po sídlo Preljina u města Čačak. Dálnice byla pojmenována po Miloši Obrenovićovi, vůdci druhého srbského povstání jako Ауто-пут Милош Велики/Auto-put Miloš Veliki. Slavnostního otevření dálnice se účastnili prezident Aleksandar Vučić a Milorad Dodik ze sousední Republiky srbské v Bosně a Hercegovině.

### Dálnice A 3
| Číslo | Souběžné evropské silnice | Trasa                                                                           | Celková délka | V provozu | Ve stavbě |
| ----- | ------------------------- | ------------------------------------------------------------------------------- | ------------- | --------- | --------- |
|       |                           | (HR) – Batrovci – Sremska Mitrovica – Dobanovci – Beograd-Centar – Bubanj Potok | 125,0 km      | 125,0 km  | 0 km      |

Průběh dálnice A 3

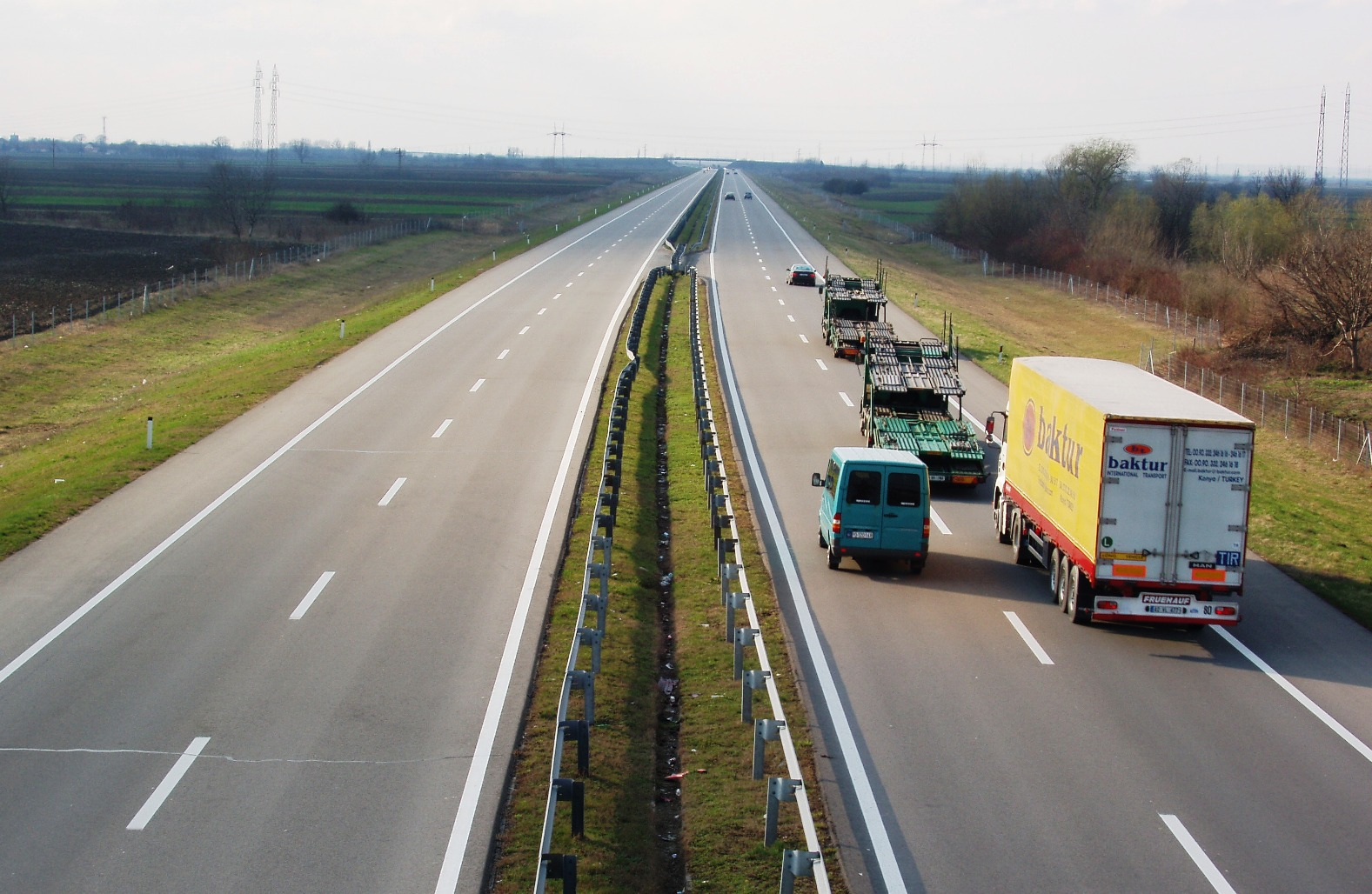
Dálnice A 3 u Sremské Mitrovice

Dálnice A 3 je hlavní dálniční tah, který vede z Bělehradu na západ a jako takový představuje spojení země i se západní Evropou. Spolu s dálnicí A 1 slouží jako hlavní dálniční tah mezi západní Evropou a jihovýchodní Evropou a Blízkým východem. Po vybudování uvažované dálnice z Bělehradu přes Vršac k rumunské hranici bude sloužit i jako významná spojnice ve směru západ – východ. Dálnice je součástí Panevropského dopravního koridoru X a je po ní vedena evropská silnice E 70.
Dálnice začíná na hranicích s Chorvatskem u obce Batrovci, kde navazuje na chorvatskou dálnici A 3. Odtud vede východním směrem kolem města Sremska Mitrovica až do Bělehradu. Před Bělehradem, u obce Dobanovci se mimoúrovňově kříží s dálnicí A 1. Dálnice dále pokračuje přes Bělehrad, jímž prochází západo-východním směrem. Pro Bělehrad tak dálnice představuje významný, ale také velmi vytížený dálniční průtah. Částečně bělehradskému úseku dálnice ulevila dálnice A 1, která tvoří jižní obchvat města, a která tak převzala dálkovou dopravu, která srbskou metropolí jen projíždí. Dálnice končí na mimoúrovňové křižovatce Bubanj Potok, která se nachází jihozápadně od Bělehradu, kde se napojuje na dálnici A1.
V roce 2014 byla dálnice v celé své délce kompletní a slouží provozu. Jde tak o první v celé své délce dokončenou srbskou dálnici. Současně se jedná o jednu z nejstarších. Sama představuje jeden z úseků někdejší Dálnice bratrství a jednoty, která byla budována již v dobách jugoslávské federace.
V době jugoslávské války byla dálnice v místě dnešní hranice mezi Chorvatskem a Srbskem, tedy mezi chorvatskou obcí Lipovac a srbskou obcí Batrovci, uzavřena, stejně jako mnohé jiné hraniční přechody mezi bývalými jugoslávskými republikami.

### Dálnice A 4
| Číslo | Souběžné evropské silnice | Trasa                                                     | Celková délka | V provozu | Ve stavbě |
| ----- | ------------------------- | --------------------------------------------------------- | ------------- | --------- | --------- |
|       |                           | Niš-Trupale – Niš – Pirot – Dimitrovgrad – Gradina – (BG) | 105,8 km      | 105,8 km  |           |

Průběh dálnice A 4

Dálnice A 4 představuje hlavní spojení Srbska s Bulharskem, především s jeho od hranic se Sofií. Dálnice tak bude využívána především mezinárodní silniční dopravou mezi západní Evropou na jedné straně a Bulharskem a Tureckem na straně druhé. Dálnice je součástí Panevropského dopravního koridoru X a je po ní vedena evropská silnice E 80.
Začátek dálnice je na mimoúrovňové křižovatce Niš-Trupale, kde se odděluje od dálnice A 1. Poté pokračuje kolem města Niš, jemuž tvoří severní obchvat a kolem obce Prosek. Trasa dálnice dále vede kolem měst Bela Palanka, Pirot a Pazar až k hranici s Bulharskem u obce Gradina. V Bulharsku na ni naváže dálnice A 7.
V polovině roku 2014 byly v provozu dva koncové úseky dálnice o celkové délce 19 km. Prvním je asi 17 km dlouhý úsek od dálnice A 1 po obec Prosek, který vytváří plnohodnotný severní dálniční obchvat města Niš. Druhým je krátký úsek o délce asi 2 km od obce Gradina po bulharskou hranici, jehož součástí je nový hraniční přechod. Zbývající mezilehlý úsek Prosek – Gradina o délce 86.8 km je od roku 2009 ve výstavbě. Zprovozněn byl na přelomu let 2016 a 2017. Na tomto úseku se nachází také tunel Bancarevo dlouhý 700 m, který stavěla česká společnost Subterra, patřící do skupiny Metrostav, a čtyři další tunely: Sopot, Sarlah, Pržojna Padina a Progon (nejdelší).

### Dálnice A 5
| Číslo | Souběžné evropské silnice | Trasa                                               | Celková délka | V provozu | Ve stavbě |
| ----- | ------------------------- | --------------------------------------------------- | ------------- | --------- | --------- |
|       |                           | Preljina – Mrčajevci – Kraljevo – Kruševac – Pojate | 109,6 km      | cca 2/3   | cca 1/3   |

Průběh dálnice A 5

Dálnice A 5 představuje západo-východní spojení jižního Srbska údolím řeky Západní Moravy. Pracovně bývá označována jako tzv. Moravský koridor. Podle současných návrhů má představovat dálniční propojení dálnic A 1 a A 2. Taktéž bude sloužit jako spojnice Dalmácie, Černé Hory a jižní části Bosny a Hercegoviny s Bulharskem a Rumunskem. Bude po ní vedena evropská silnice E 761. V roce 2025 byla dokončena přibližně polovině dálnice.
Trasa dálnice vede od mimoúrovňové křižovatky Preljina poblíž města Čačak, kde se odděluje od dálnice A 2 a pokračuje na východ údolím podél řeky Západní Morava okolo obce Mrčajevci, města Kraljevo, obce Trstenik až k městu Kruševac. U něj se stáčí na sever a u obce Pojate se napojuje na dálnici A 1.

### Další zamýšlené dálnice
| Číslo                    | Souběžná evropská silnice | Trasa                                         | Plánovaná délka |
| ------------------------ | ------------------------- | --------------------------------------------- | --------------- |
| nepřiděleno              |                           | Bubanj Potok – Pančevo – Vršac – Vatin – (RO) | 92,0 km         |
| nepřiděleno (zřejmě A 2) |                           | Požega – Užice – Boljare – (ME)               | 107,0 km        |
| nepřiděleno              | žádná                     | Kać – Novi Sad – Ruma – Šabac                 | 75 km           |

Kromě výše uvedených dálnic existují úvahy o výstavbě dalších dálničních tahů. Ty však nejsou dosud zaneseny v žádném závazném dokumentu, tudíž je zatím nelze považovat za plnohodnotnou součást plánované srbské dálniční sítě. S tím souvisí i skutečnost, že tyto dálnice nedostaly ani žádné oficiální označení.
První je zamýšlená dálnice z Bělehradu přes město Vršac až k rumunské hranici u obce Vatin. Představovala by tak hlavní dálniční spojení do Rumunska a též přímé propojení srbské a rumunské dálniční sítě. Podle současných úvah má dálnice začínat na mimoúrovňové křižovatce Bubanj Potok nacházející se jihovýchodně od Bělehradu odkud by vedla severovýchodním směrem k městu Pančevo. Od něj by vedla východním směrem kolem města Vršac až k rumunské hranici, kde by u obce Vatin končila. V Rumunsku by na ni navázala rovněž zatím jen uvažovaná dálnice A 9. Dálnice by víceméně kopírovala trasu současné srbské silnice č. 10 (proto je někdy neoficiálně označována jako dálnice A 10). Po jejím zprovoznění by po ní byla vedena evropská silnice E 70. O této dálnici se uvažuje zejména v souvislosti s výstavbou dálničního obchvatu Bělehradu. Představovala by totiž jeho východní část.
Dále je uvažována dálnice vedoucí od města Novi Sad směrem na jih k městu Šabac. Představovala by tak kratší spojení města Novi Sad s dálnicí A 3 a výhledově by dálnice mohla být od města Šabac prodloužena až k hranici s Bosnou a Hercegovinou. Podle uvažovaného trasování by dálnice měla začínat mimoúrovňovou křižovatkou s dálnicí A 1 u obce Kać. Poté by měla pokračovat kolem města Novi Sad, u obce Ruma by měla křížit dálnici A 3 a končit by měla u města Šabac. Dálnice by měla kopírovat srbskou silnici č. 21 (proto je někdy neoficiálně označována jako dálnice A 21). Pohoří Fruška Gora by dálnice překonávala prostřednictvím dlouhého tunelu pod pohořím v severojižním směru. V Novém Sadu by se napojila u na silniční síť u tunelu Mišeluk.

## Historický vývoj

### V době do jugoslávské války

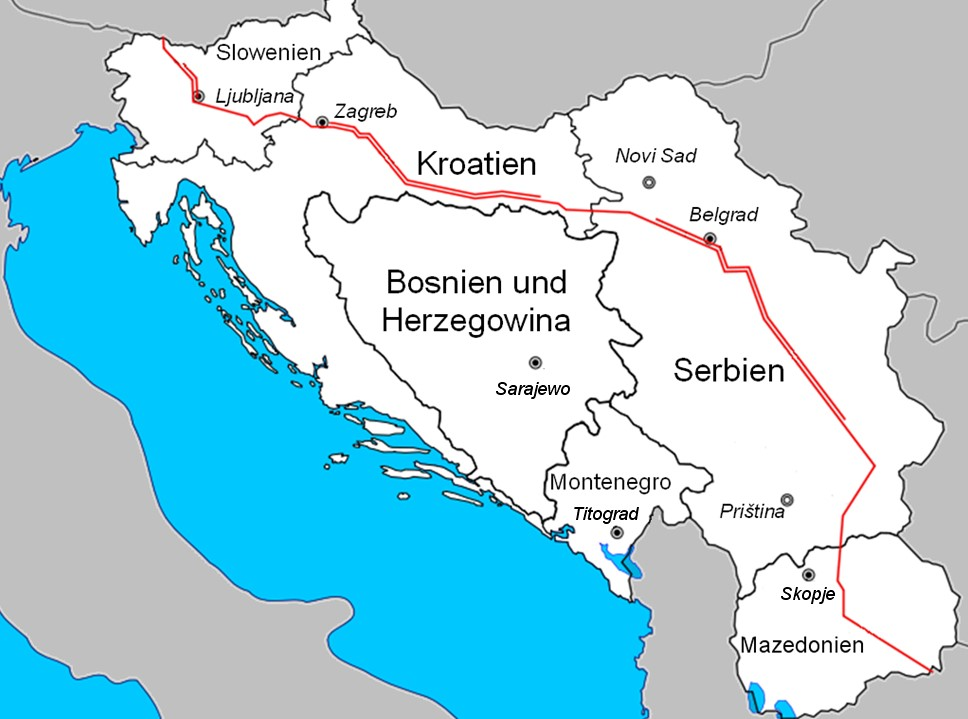
Průběh Dálnice bratrství a jednoty

První úvahy o vybudování kapacitních dálkových silničních tahů byly předloženy již po druhé světové válce. V té době byla totiž silniční síť nejen v Srbsku, ale v celé Jugoslávii ve špatném stavu a neodpovídala potřebám tehdejší dopravy. Proto byla již v 50. letech 20. století. vybudována kapacitní dálková silnice vedoucí od hranic s Rakouskem až po hranice s Řeckem a spojující města Lublaň, Záhřeb, Bělehrad, Niš a Skopje. Tato komunikace byla nazývána Dálnice bratrství a jednoty srbsky: Autoput Bratstvo i Jedinstvo). Vznikla nejprve jako dvouproudá moderní silnice, a později, s nárůstem tranzitní dopravy, byla rozšířena v parametrech moderní dálnice.
Tato modernizace se však týkala jen vybraných úseků; netýkala se, mimo jiné, úseku mezi obcemi Grdelica a Titov Veles (dnes Veles). V 80. letech 20. století byly takto na území dnešního Srbska upraveny úseky Bělehrad – Sremska Mitrovica a Bělehrad – Niš.
V 80. letech 20. století probíhala na území dnešního Srbska ještě výstavba další dálnice, a to dálnice z Bělehradu na sever k maďarské hranici. Do zániku jugoslávské federace byla ale zprovozněna pouze v polovičním profilu, a to v 80. letech 20. století v úseku Bělehrad – Novi Sad – Bačka Topola a na začátku 90. let 20. století v úseku Bačka Topola – Horgoš. Až k maďarské hranici však do rozpadu jugoslávské federace nebyla ani v polovičním profilu dokončena.
V 80. letech 20. století také vznikaly první plány na vybudování dálničního obchvatu Bělehradu. Dálniční průtah Bělehradem, který byl v té době již v provozu, byl shledán vzhledem k rostoucí hustotě dopravy za nevyhovující.

### V době po jugoslávské válce
V 90. letech 20. století, po skončení jugoslávské války bylo do srbské dálniční sítě investováno jen velmi málo. K tomu přistoupil i pokles mezinárodní silniční dopravy přes území dnešního Srbska, což bylo důsledkem jednak uvalením obchodního embarga vůči Makedonii Řeckem, jednak válkou v Kosovu.
Změna nastala až po roce 2000. Za vlády premiéra Zorana Đinđiće byly obnoveny práce na výstavbě srbské dálniční sítě. Atentát a následná smrt premiéra Zorana Đinđiće v roce 2003 však na krátkou dobu výstavbu opět pozastavily. Za to dobu byl vybudován a zprovozněn jen chybějící druhý profil dálničního úseku Bělehrad – Novi Sad.
Od druhé poloviny prvního desetiletí 21. století se však výstavba dálniční sítě stala jednou z priorit srbských vlád. Z počátku se navázalo na záměry z přelomu 80. a 90. let 20. století. Tak byla v roce 2005 započata stavba jižního dálničního obchvatu Bělehradu. V letech 2009 až 2011 byl dokončen a zprovozněn chybějící druhý profil dálničního úseku Novi Sad – Horgoš, jakož i chybějící dálniční úsek od obce Horgoš k hraničnímu přechodu s Maďarskem.
V téže době byla zahájena dostavba chybějícího jižního úseku dnešní dálnice A 1. Tak byl vybudován úsek dálnice okolo města Leskovac a úseky Preševo – Levosoje, na jehož dostavbě se finančně podílela i řecká vláda v rámci programu Hellenic plan, a Donji Neradovac – Srpska Kuca.
V roce 2009 byla zahájena výstavba chybějící části dálnice A 4 a od roku 2010 byla zahajována výstavba většiny úseků dálnice A 2.
Jedinou dálnicí, která v současnosti není ani zprovozněna ani rozestavěna (nepočítaje v to zamýšlené úseky, které nejsou pevně zakotveny v žádném závazném dokumentu), je dálnice A 5.

## Technický popis
Srbské dálnice odpovídají evropským standardům, a to nejen co do technických parametrů, ale i co do bezpečnosti. Místní dálnice sestává ze dvou vozovek pro každý jízdní pruh, které jsou vzájemně odděleny středovým pásem. Středový pás zpravidla představuje pás zeleně se svodidly nebo betonové bloky. Každá vozovka sestává nejméně ze dvou jízdních pruhů, přičemž každý jízdní pruh má šířku 3,75 m (v blízkosti velkých měst pak 3,50 m). Každá vozovka má na svém kraji protilehlém od středového pásu bezpečnostní odstavný pruh. Při prudších stoupáních je dálnice vybavena stoupacím pruhem pro pomalejší vozidla.
S ostatními komunikacemi se dálnice kříží mimoúrovňově (pomocí nadjezdů nebo podjezdů). Nájezdy na dálnici a sjezdy z ní jsou řešeny pro každý jízdní směr zvlášť, a to pomocí odbočovacích a připojovacích pruhů. Ty musí mít předepsanou délku, a to ať se jedná o mimoúrovňovou křižovatku nebo o odpočívadlo.
Všechny mimoúrovňově křižovatky jsou osvětleny, mimo jiné i proto, že se na nájezdech a výjezdech nacházejí mýtnice. Kromě toho jsou osvětleny i dálniční úseky nacházející se ve větších městech (např. Bělehrad) nebo v jejich blízkosti.

### Označení

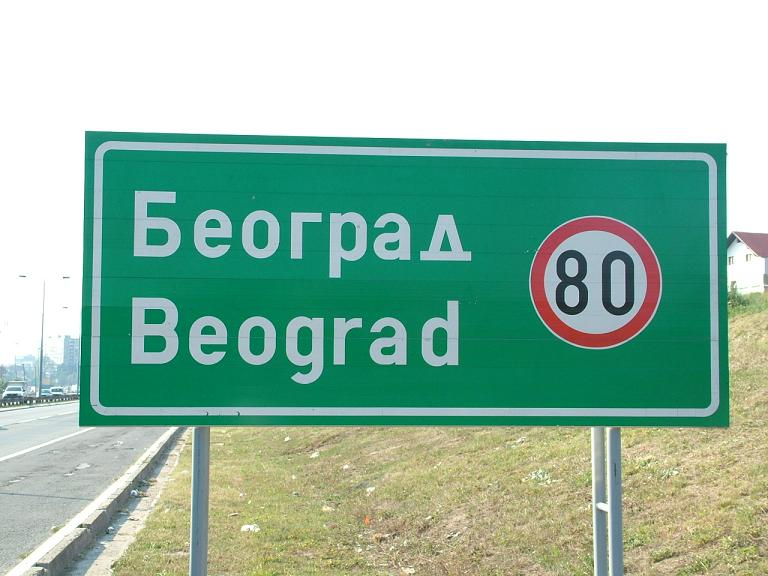
Informační table upozorňující na vjezd do Bělehradu a omezující nejvyšší povolenou rychlost na 80 km/h

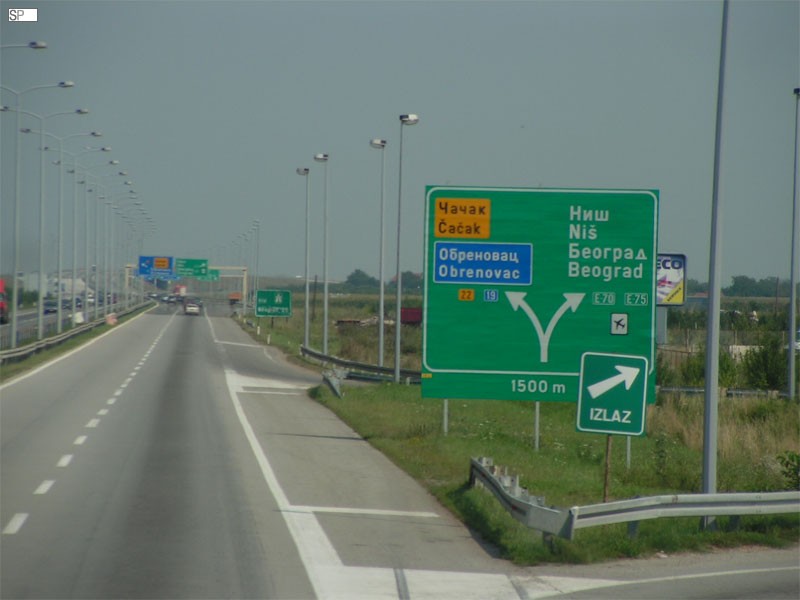
Srbská dálniční informační tabule a dálniční osvětlení

Každá srbská dálnice je na svém vjezdu označena dopravní značkou „Dálnice“. Jedná se o standardní symbol dálnice v bílém provedení na zeleném podkladu. Obdobně pak je označen konec dálnice na každém sjezdu, a to značkou „Konec dálnice“, která je stejná jako předchozí s rozdílem, že symbol dálnice je přeškrtnut.
Dále je každá srbská dálnice vybavena dopravními značkami a informačními tabulemi. Z nich nejdůležitější jsou směrové tabule obsahující informace o blížícím se dálničním sjezdu nebo dálničním křížení s uvedením, kam který jízdní pruh vede. Dále jsou to tabule s uvedenými obcemi a městy a vzdálenosti v kilometrech. Konečně jsou to i různé tabule informující se o blížícím se odpočívadle. Informační tabule mají jednotné provedení; nápisy (v latince a cyrilici) a symboly v bílém provedení na zeleném podkladu.

### Povolená rychlost
V Srbsku je nejvyšší povolená rychlost na dálnicích 130 km/h. Z toho ale platí výjimky; na úseku dálnice A 3 procházejícím středem Bělehradu je nejvyšší povolená rychlost 80 km/h.

### Dálniční poplatky
Užití srbských dálnic je zpoplatněno, a to formou mýtného. Zpoplatněny jsou všechny dálniční úseky s výjimkou dálničního průtahu Bělehradem (úsek dálnice A 3) a dálničního obchvatu Bělehradu (úsek dálnice A 1).
Mýtné (srbsky: путарина / putarina) vybírá správce dálnice (společnost Putevi Srbije) na mýtnicích (srbsky: наплатна станица / naplatna stanica). Uhradit mýtné je možné některým z následujících způsobů:
- hotově na mýtnici,
- elektronicky pomocí systému ETC (Electronic Toll Collection).

Kromě těchto způsobů existují ještě další, jako kupř. pomocí speciálních kupónů prodávaných společností Putevi Srbije.
Platba mýtného v hotovosti na mýtnicích probíhá tak, že při nájezdu na dálnici řidič na mýtnici obdrží doklad. Ten pak musí předložit na mýtnici při opuštění dálnice, kdy mu bude obratem vyměřena výše mýtného k uhrazení. Mýtné lze platit buď v srbských dinárech nebo v eurech. Při platbě v eurech jsou přijímány pouze bankovky, na které se vrací odpovídající částka v srbských dinárech. Je proto lepší připravit si bankovky menších nominálů.
Elektronická platba mýtného pomocí systému ETC (Electronic Toll Collection) probíhá tak, že řidič má na přední straně čelního zpětného zrcátka umístěno čtecí zařízení, které bezkontaktně komunikuje s mýtnicemi. Na toto zařízení je zaznamenávána délka užití zpoplatněného úseku a při jeho opuštění se výše mýtného automaticky strhne z přednabitého kreditu. Systém ETC tak umožňuje rychlejší projetí mýtnic. Pro jeho použití je však nutné předem zakoupit čtecí zařízení (prodává společnost Putevi Srbije) a nechat na něj registrovat vozidlo, v němž bude toto zařízení použito, a přednabít jej kreditem alespoň ve výši 800 RSD. Čtecí zařízení může být nabíjeno kreditem opakovaně (kupř. platební kartou); minimální částka na jedno nabití činí 1 500 RSD. Používání čtecího zařízení je bonifikováno bonusem ve formě slevy. Její výše se odvíjí od výše kreditu:
- 1 500 až 16 000 RSD – sleva 8 %,
- 16 001 až 80 000 RSD – sleva 10 %,
- 80 001 RSD a více – sleva 15 %.[11]

Výše mýtného se odvíjí od projeté délky zpoplatněného dálničního úseku a od typu použitého vozidla. Pro určení mýtného jsou vozidla rozděleny do čtyř kategorií:
- Kategorie 1: vozidla se dvěma nápravami a s výškou nepřekračující 1,30 m měřenou nad přední nápravou (motorky a většina osobních automobilů) a vozidla se dvěma nápravami s výškou nepřekračující 1,90 m měřenou celkově a s váhou nepřekračující 3,5 t (menší dodávky),
- Kategorie 2: vozidla se dvěma nápravami s přívěsem s výškou nepřekračující 1,30 m měřenou nad přední nápravou tažného vozidla (osobní automobily s přívěsem), vozidla se dvěma nápravami s přívěsem s výškou tažného vozidla nepřekračující 1,90 m měřenou celkově a s váhou nepřekračující 3,5 t (menší dodávky s přívěsem) a vozidla se dvěma nápravami s výškou překračující 1,90 m měřenou celkově a s váhou nepřekračující 3,5 t (větší dodávky),
- Kategorie 3: vozidla s výškou překračující 1,30 m měřenou nad přední nápravou a mající 2 nebo 3 nápravy (autobusy, nákladní automobily se 2 nebo 3 nápravami) a vozidla se dvěma nápravami s přívěsem s výškou tažného vozidla překračující 1,90 m měřenou celkově a s váhou nepřekračující 3,5 t (větší dodávky s přívěsem),
- Kategorie 4: všechna vozidla a vozidla s přívěsem mající více než 3 nápravy (nákladní automobily a autobusy s přívěsem).

V roce 2014 činilo mýtné pro vozidla kategorie 1:
- v úseku dálnice A 1 Subotica – Novi Sad: 330 RSD, resp. 3,00 EUR,
- v úseku dálnice A 1 Novi Sad – Bělehrad: 240 RSD, resp. 2,50 EUR,
- v úseku dálnice A 1 Bělehrad – Niš: 730 RSD, resp. 6,50 EUR,
- v úseku dálnice A 1 Niš – Leskovac: 190 RSD, resp. 2,00 EUR,
- v úseku dálnice A 3 Bělehrad – Šid: 340 RSD, resp. 3,00 EUR.

Průjezd Srbskem po dálnici A 1 od maďarské po severomakedonskou hranici vozidlem kategorie 1 tak vyjde v součtu na 1 490 RSD, resp. 14,00 EUR.
Výši mýtného lze zjistit i dopředu, a to buď na nájezdové mýtnici, kde je uvedena výše mýtného pro každý následující sjezd z dálnice ve zpoplatněném úseku, nebo na webových stránkách společnosti Putevi Srbije, na nichž je obsažena i kalkulačka. Na těchže stránkách je obsažena i mapa všech mýtnic.

### Správa dálnic
Správou dálnic se rozumí zejména jejich udržování (oprava povrchu, aktualizace směrových tabulí, udržování zeleně apod.), hlídání a rozvoj (výstavba nových odpočívadel apod.). V Srbsku vykonává správu dálnic společnost Putevi Srbije. Jde o veřejný podnik, který podléhá srbské vládě.
Vedle toho se lze setkat se společností Koridori Srbije. Tato společnost byla založena srbskou vládou roku 2009. Jejím úkolem je příprava a provedení výstavby dálnic A 2, A 5 a dálnice Novi Sad – Šabac.